# دفتر کار مجازی
دفتر کار مجازی (به انگلیسی: virtual office) به مشتریان خود در ازای دریافت مبلغی خدمات ارتباطی و نشانی پستی، بدون واگذاری فضای اداری فیزیکی، عرضه می‌کند. دفتر کار مجازی با «سوئیت‌های اداری» تفاوت دارد. سوئیت اداری فضایی فیزیکی و/یا اتاق کنفرانس در اختیار مشتریانش قرار می‌دهد.
دفتر کار مجازی بیشتر برای کسب و کارهای خُرد، نوپا و خانگی به کار می‌رود البته مشتریانی که دارای حجم تماس انبوه هم هستند میتوانند از مزایای مرکز تماس این دفاتر استفاده کنند . 

## دفتر کار مجازی در ایران
در سال‌های اخیر در ایران هم دفتر کار مجازی ایجاد شده‌است و چند شرکت چنین خدماتی را ارائه می‌کنند و این خدمات عموماً شامل تلفن گویا، منشی مجازی و مرکز تماس مجازی است.
در این میان شرکت‌هایی که خدمات ارائه شده را به صورت ابری و آنلاین ارائه می‌کنند از محبوبیت بیشتری برخوردار هستند ، بدین ترتیب مشتری می‌تواند در هر لحظه‌ای سناریوی تماس خود را به صورت آنلاین تغییر دهد. 
مزایای دفتر کار مجازی باعث شده‌است که حتی نمایندگان مجلس ایران هم از آن حمایت کنند و یک نماینده مجلس خواستار آن شده که تمام کسب و کارهای اینترنتی دفتر کار مجازی داشته باشند.